# Eversmannia exornata
Eversmannia exornata is een vlinder uit de familie uraniavlinders (Uraniidae). De wetenschappelijke naam is voor het eerst geldig gepubliceerd in 1837 door Eversmann.
De soort komt voor in Europa.